# Ferdinando Giuliano
Ferdinando Giuliano, né le 15 septembre 1981 à Naples, est un  footballeur italien.

## Carrière
Il dispute 78 matchs de Serie B (la deuxième division du championnat d'Italie de football) entre 2004 et 2008 alors qu'il joue successivement pour le FC Crotone puis Spezia Calcio.
| année     | club                          | pays   | championnat | matches | buts |
| --------- | ----------------------------- | ------ | ----------- | ------- | ---- |
| 2002-2003 | FC Pro Vasto                  | Italie |             | 28      | 1    |
| 2003-2004 | FC Crotone                    | Italie |             | 25      | 0    |
| 2004-2005 | FC Crotone                    | Italie | B           | 21      | 1    |
| 2005-2006 | FC Crotone Spezia 1906 Calcio | Italie | B ?         | 3 11    | 0    |
| 2006-2007 | Spezia 1906 Calcio            | Italie | B           | 35      | 0    |
| 2007-2008 | Spezia 1906 Calcio            | Italie | B           | 19      | 0    |